# 铜陵镇
铜陵镇是中国福建省漳州市东山县下辖的一个镇。铜陵镇位于东山岛的东北端，拥有600余年历史。全镇总面积7.5平方公里，人口6万多，下辖11个居民社区、1个行政村、是东山县的经济、文化中心。

## 沿革
铜陵镇原称城关，1956年之前是东山县政府驻地。1958年改为城关人民公社，1980年改为城关镇，1984年更名为铜陵镇。1994年因东山县申请县改市，铜陵镇并入西埔镇。此后东山县政府曾申请恢复铜陵镇建制，但未获批准。由于铜陵镇与西埔镇并不接壤，撤并后的铜陵镇并不直接受西埔镇管辖，而是有独立的人民代表大会和政府。
2009年，铜陵镇恢复建制。

## 行政区划
铜陵镇共辖1个村委会和11个社区居委会，分别是
码头社区、公园社区、顶街社区、下田社区、桥雅社区、大沃社区、桂花社区、演武社区、文峰社区、苏峰社区、铜亭社区和铜兴村。

## 旅游
铜陵镇有风景名胜风动石和东山关帝庙。

### 全国重点文物保护单位
- 东山关帝庙